# Ailigas (kulle)
Ailigas är en kulle i Finland. Den ligger i Utsjoki kommun i landskapet Lappland, i den norra delen av landet, 1 100 km norr om huvudstaden Helsingfors. Toppen på Ailigas är 340 meter över havet, eller 85 meter över den omgivande terrängen. Bredden vid basen är 2,4 km.
Terrängen runt Ailigas är kuperad åt nordväst, men åt sydost är den platt.  Trakten runt Ailigas är nära nog obefolkad, med mindre än två invånare per kvadratkilometer. Närmaste större samhälle är Utsjoki by, 2,0 km nordväst om Ailigas. Omgivningarna runt Ailigas är i huvudsak ett öppet busklandskap.